# Watson and Holmes
Watson and Holmes é uma revista em quadrinhos americana, publicada pela editora "New Paradigm Studios". A série foi criada pelo próprio publisher da editora, Brandon Perlow, e pelo escritor e desenhista Paul Mendoza, com o objetivo de estabelecer uma versão moderna e alternativa dos personagens Dr. Watson e Sherlock Holmes, criados por Sir Arthur Conan Doyle. Na série, ambos os personagens são afro-americanos, vivem no Harlem, e Watson, um médico que serviu na Guerra do Afeganistão, é retratado como o protagonista, ao invés de Holmes. Karl Bollers atuou como roteirista durante o primeiro arco de história, A Study in Black, uma adaptação de Um Estudo em Vermelho
Perlow havia sido aluno do escritor e desenhista Walt Simonson, que indicou Rick Leonardi para trabalhar na série. Conhecido por seu trabalho na DC e na Marvel Comics, em séries como Spider-Man 2099, Leonardi raramente desenhava séries fora do gênero de super-heróis, e sua participação como desenhista das quatro primeiras edições de uma revista publicada de forma independente atraiu considerável atenção da mídia e do público. Logo após ser publicada em julho de 2014, a tiragem da primeira edição se esgotou e a série foi indicada no mesmo ano ao Eisner Award, na categoria "Melhor Série Estreante".
Larry Stroman atuou como desenhista na quinta edição, um epílogo, que junto com as primeiras histórias foi publicado também num volume encadernado reunindo o início da série. O volume, intitulado A Study in Black, foi apontado pelo site Comic Book Resources como um dos exemplos mais significativos de histórias em quadrinhos produzidas por afro-americanos. A sexta edição foi escrita e desenhada por Brandon Easton e N. Steven Harris, e foi indicada ao Eisner na categoria "Melhor Edição Única". No Glyph Awards, uma premiação dedicada aos quadrinhos sobre, produzidos por e/ou para afrodescendentes, Watson and Holmes #6 venceu as categorias "História do Ano" e "Escolha dos Fãs", com Easton vencendo a categoria de "Melhor Escritor" e Harris, "Melhor Artista"
A sétima edição da série chegou a ser produzida, quando a editora recorreria ao Kickstarter para dar continuidade à série, numa bem-sucedida campanha de financiamento, pelos próprios leitores, de um segundo volume encadernado, reunindo uma série de edições únicas produzidas por diferentes artistas - além da sexta edição, por Easton e Harris, pretendiam produzir pelo menos duas novas histórias, com a sétima edição por Steven Grant e Dennis Calero, e a oitava por Lindsay Faye e Eli Powell.